# Conus striatus
Conus striatus е вид охлюв от семейство Conidae. Възникнал е преди около 0,13 млн. години по времето на периода кватернер. Видът не е застрашен от изчезване.

## Разпространение и местообитание
Разпространен е в Австралия (Ашмор и Картие, Западна Австралия, Коралови острови, Куинсланд и Северна територия), Американска Самоа (Суейнс), Бангладеш, Бахрейн, Британска индоокеанска територия (Чагос), Бруней, Вануату, Виетнам, Гуам, Джибути, Египет (Синайски полуостров), Йемен, Източен Тимор, Индия (Андамански острови, Андхра Прадеш, Гоа, Гуджарат, Западна Бенгалия, Керала, Лакшадвип, Никобарски острови, Ориса и Тамил Наду), Индонезия (Бали, Калимантан, Малки Зондски острови, Малуку, Папуа, Сулавеси, Суматра и Ява), Иран, Камбоджа, Кения, Кирибати (Гилбъртови острови, Лайн и Феникс), Китай (Гуандун, Гуанси, Джъдзян, Дзянсу, Фудзиен и Хайнан), Кувейт, Мавриций, Мадагаскар, Майот, Малайзия (Западна Малайзия, Сабах и Саравак), Малдиви, Малки далечни острови на САЩ (Атол Джонстън, Лайн, Мидуей, Остров Бейкър, Уейк и Хауленд), Маршалови острови, Мианмар, Микронезия, Мозамбик, Науру, Ниуе, Нова Каледония, Обединени арабски емирства, Оман, Остров Рождество, Острови Кук (Кук и Манихики), Пакистан, Палау, Папуа Нова Гвинея (Бисмарк), Параселски острови, Провинции в КНР, Реюнион, Самоа, Саудитска Арабия, Северни Мариански острови, Сейшели, Сингапур, Соломонови острови, Соломонови острови (Санта Крус), Сомалия, Острови Спратли, Судан, Тайван, Тайланд, Танзания, Токелау, Тонга, Тувалу, Уолис и Футуна, Фиджи, Филипини, Френска Полинезия (Австралски острови, Дружествени острови, Маркизки острови и Туамоту), Шри Ланка, Южна Африка (Квазулу-Натал) и Япония (Рюкю).
Обитава пясъчните дъна на морета и рифове. Среща се на дълбочина от 5 до 32 m, при температура на водата от 25,4 до 28,6 °C и соленост 34,7 – 37,7 ‰.

## Описание
Популацията на вида е стабилна.